# 欧洲E36公路
欧洲E36公路（E36）是欧洲的一条国际公路，起点为德国柏林，终点为波兰莱格尼察，全长约220公里。

## 线路
欧洲E36公路穿过以下主要城市：

- 德国：柏林 - 吕伯瑙 - 科特布斯
- 波兰：莱格尼察